# Luka, Jîtomîr
Luka (în ucraineană Лука) este localitatea de reședință a comunei Luka din raionul Jîtomîr, regiunea Jîtomîr, Ucraina.

## Demografie
Componența lingvistică a localității Luka
     Ucraineană (97,82%)
     Rusă (1,85%)
     Alte limbi (0,32%)
Conform recensământului din 2001, majoritatea populației localității Luka era vorbitoare de ucraineană (97,82%), existând în minoritate și vorbitori de rusă (1,85%).